# Армфельт, Вильгельм Магнусович
Вильгельм Магнусович Армфельт (швед. Wilhelm Armfelt; 17 июля 1828 — 25 октября 1882) — русский морской офицер, капитан 2-го ранга, участник Крымской войны.

## Биография
Родился в семье генерал-майора Магнуса Густавовича Армфельта (1797—1878) и Аделаиды фон Стедингк (1802—1863). Внук государственного деятеля Г. М. Армфельта.
2 (14) февраля 1855 года принят из корабельных капитанов коммерческого флота в мичманы. Находился при защите Свеаборга на сандгамских береговых батареях, и участвовал 9 и 10 августа при отражении бомбардирования Свеаборга англо-французским флотом, за что был награждён орденом Св. Анны 4 степени с надписью «за храбрость». В 1856 году был на шхуне «Стрела» в кампании на свеаборгском и ревельском рейдах.
12 (24) августа 1857 года переведён в финляндское лоцманское ведомство, с переименованием в поручики, и с назначением смотрителем гельсингфорской лоцманской дистанции. 19 (31) октября 1859 года переведён в каспийскую флотилию. В 1860—1864 годах на пароходе «Тарки» и транспорте «Астрабад» плавал по каспийским портам. 1 (13) января 1862 года произведён за отличие в лейтенанты. В 1865 году на пароходе «Урал» ходил в Каспийском море. В 1866 году пожалован персидским орденом Льва и Солнца 3 степени. 7 (19) июля 1867 года причислен к каспийскому экипажу. В 1870 и 1871 годах на пароходе «Кура» и шхуне «Персианин» плавал там же.  28 марта (9 апреля)  1871 года произведён в капитан-лейтенанты, а 1 (13) января 1880 года произведён в капитаны 2-го ранга.

## Семья
Женился 2 ноября 1858 в Гельсингфорсе на актрисе Эмме Августе Констанции Линдергольм (1839—1885), выступавшей под фамилией Арвидсон. Их единственный сын Вильгельм, родившиеся 23 июня 1859 года, умер через два дня.

## Награды
- Орден Св. Анны 4 степени с надписью «за храбрость» (1855)
- Орден Св. Станислава 3 степени (1865)
- Орден Льва и Солнца 3 степени (1866)
- Орден Св. Анны 3 степени (1874)